# ROOT
Pour les articles homonymes, voir Root.
Chronologie des versions
Physics Analysis Workstation (en)
ROOT est un programme informatique de programmation orientée objet et une bibliothèque logicielle développés par le CERN. Il a été à l'origine conçu pour l'analyse des données en physique des particules et contient plusieurs fonctions spécifiques à cette discipline, mais il possède d'autres applications, notamment en astronomie et en exploration de données.

## Description
Le CERN a longtemps maintenu une bibliothèque logicielle écrite en FORTRAN jusqu'au développement de ROOT, écrit en C++, à partir de 2003. Le développement de ROOT a été initié par René Brun et Fons Rademakers dès janvier 1995.

## Critiques
ROOT est notamment critiqué pour sa difficulté d'accès aux débutants, ainsi que pour divers points de son interface et de son implémentation.

## Applications
Plusieurs expériences de physique des particules utilisent des logiciels fondés sur ROOT. Notamment les expériences du LHC: ATLAS, CMS, Alice et LHCb.

## Sources
- (en) Cet article est partiellement ou en totalité issu de l’article de Wikipédia en anglais intitulé « ROOT » (voir la liste des auteurs).